# Robert Morgan
Robert Morgan (nascut el 1974) és un cineasta, director i escriptor britànic. És conegut per The Cat with Hands (2001), The Separation (2003) i Bobby Yeah (2011) que entre ells han guanyat més de 30 premis internacionals.

## Vida personal
Morgan es va criar a Yateley, Hampshire. Té una germana gran anomenada Eleanor.

## Carrera
La passió de Robert Morgan pel cinema va començar quan tenia tres anys i va veure la pel·lícula Fiend Without a Face de 1958. Abans va estudiar belles arts, així que sempre va dibuixar i pintar. Després va estudiar 'Cinema d'animació' a The Surrey Institute of Art And Design (ara part de la University for the Creative Arts).
Després va començar la seva carrera en l'animació cinematogràfica amb un curt estudiantil The Man in the Lower Left-Hand Corner of the Photograph el 1997. 'FilmThreat' va publicar un article que descrivia The Cat With Hands com a "visualització obligatòria per a qualsevol persona que vulgui escriure una pel·lícula horrorosa".
Aquesta pel·lícula va fer que li encarreguessin 2 curtmetratges per a Channel 4 i un de S4C a Gal·les.
Abans va estar influenciat per Francis Bacon, Edgar Allan Poe, Jan Svankmajer, els germans Quay, David Lynch, David Cronenberg, Joel Peter Witkin i Hans Bellmer.
El 2003 va filmar Separació. Un curt d'animació de 10 minuts, comença amb una parella de germans siamesos en una habitació d'hospital.
Monsters va ser produït a través del Film Council i l'esquema Cinema Extreme de FilmFour. La pel·lícula es va basar en les seves pors quan la seva família es va traslladar a prop del Broadmoor Hospital a Berkshire. També utilitza la idea de relació violenta entre germans, que també era autobiogràfica. Es va estrenar al Festival de Cinema d'Edimburg l'any 2004.
El 2009 va filmar Over Taken per al 48 Hour Film Project (com a part del festival de cinema Branchage), va filmar tota la pel·lícula en dos dies (és a dir, 48 hores). Va anar a Jersey a les Illes del Canal, i després va haver de treure d'un barret un gènere de pel·lícula (va triar 'western') i un títol, i li van donar un parell d'actrius. Després va crear un curtmetratge amb aquests elements.
Bobby Yeah és el seu curt més llarg amb 23 minuts, amb més personatges i desenvolupament que els seus predecessors. Li agrada treballar amb processos de realització de pel·lícules d'imatge real o d'animació/animació de plastilina. Va intentar alternar entre les dues formes.
El 2013, va produir Invocation per a la sèrie 'Random Acts' de Channel 4.
De tant en tant pinta, una altra sortida per a la seva creativitat ja que els processos de creació de pel·lícules poden trigar molt de temps.
Morgan va participar a l'enquesta de directors de The Sight and Sound Greatest Films of All Time 2022, on va enumerar les seves 10 pel·lícules preferides: The Unknown, Vertigen (D'entre els morts), Seconds (pel·lícula de 1966), 2001: una odissea de l'espai La matança de Texas, El quimèric inquilí, Taxi Driver, Stalker (pel·lícula de 1979) i Mulholland Drive (pel·lícula).

## Filmografia
| Any  | Títol                                                          | Paper                                            |
| ---- | -------------------------------------------------------------- | ------------------------------------------------ |
| 1994 | Paranoid (curt estudiantil)                                    | Editor, director, escriptor, animador            |
| 1997 | The Man in the Lower-Left Hand Corner of the Photograph (curt) | Editor, director, escriptor, animador            |
| 2001 | The Cat with Hands (curt)                                      | Director, escriptor, animador                    |
| 2003 | The Separation (curt)                                          | Director, escriptor, animador                    |
| 2004 | Monsters (curt)                                                | Director, guionista                              |
| 2009 | Over Taken (curt)                                              | Director, guionista                              |
| 2011 | Bobby Yeah (curt)                                              | Director, escriptor, animador, editor, productor |
| 2013 | Invocation (curt)                                              | Director, guionista, editor, productor           |
| 2014 | ABCs of Death 2                                                | Director del segment "D is for Deloused"         |
| 2023 | Stopmotion                                                     | Director (llargmetratge de debut), coguionista   |

## Premis
- 65ns Premis BAFTA: Nominada al premi BAFTA pel·lícula al millor curt d'animació - Bobby Yeah (2011)
- BAFTA Awards, Wales 2004: Va guanyar el premi BAFTA Cymru al millor curtmetratge (Y Ffilm Fer Orau) - The Separation (2003)[11]
- Fantasporto 2002: Guanya el premi Onda Curta  - The Cat with Hands (2001)[12]
- Fantastic Fest 2023: Premi al millor director - Stopmotion (2023)[13]
- Festival Internacional de Cinema de Leeds 2005: Va guanyar el Gran Premi de Curtmetratge Fantastic Europeu de Plata - Monsters (2004)[14]
- London Sci-Fi Film Festival 2003: Guanya el premi de l’audiència - The Cat with Hands (2001)
- Mediawave, Hongria 1999: va guanyar el premi Juvenil a la millor animació juvenil -  The Man in the Lower-Left Hand Corner of the Photograph (1997)
- Festival Internacional de Cinema de Rotterdam 2012: Nominat al Premi Tiger pel curtmetratge Bobby Yeah (2011)[15]
- LVI Festival Internacional de Cinema Fantàstic de Catalunya: Premi especial del jurat (2023)[16]
- Festival de Cinema Nits Negres de Tallinn 2003: va guanyar el Gran Premi d’Animació "Wooden Wolf" amb The Separation (2003)